# Aphaniosoma serpens
Aphaniosoma serpens är en tvåvingeart som beskrevs av Miguel Carles-Tolrá 2001.
Aphaniosoma serpens ingår i släktet Aphaniosoma och familjen gulflugor. Artens utbredningsområde är Spanien. Inga underarter finns listade i Catalogue of Life.